# 天狗岩
 天狗岩（てんぐいわ）は、新潟県南魚沼市清水に位置する割引岳直下の岩山。

## 登山コース

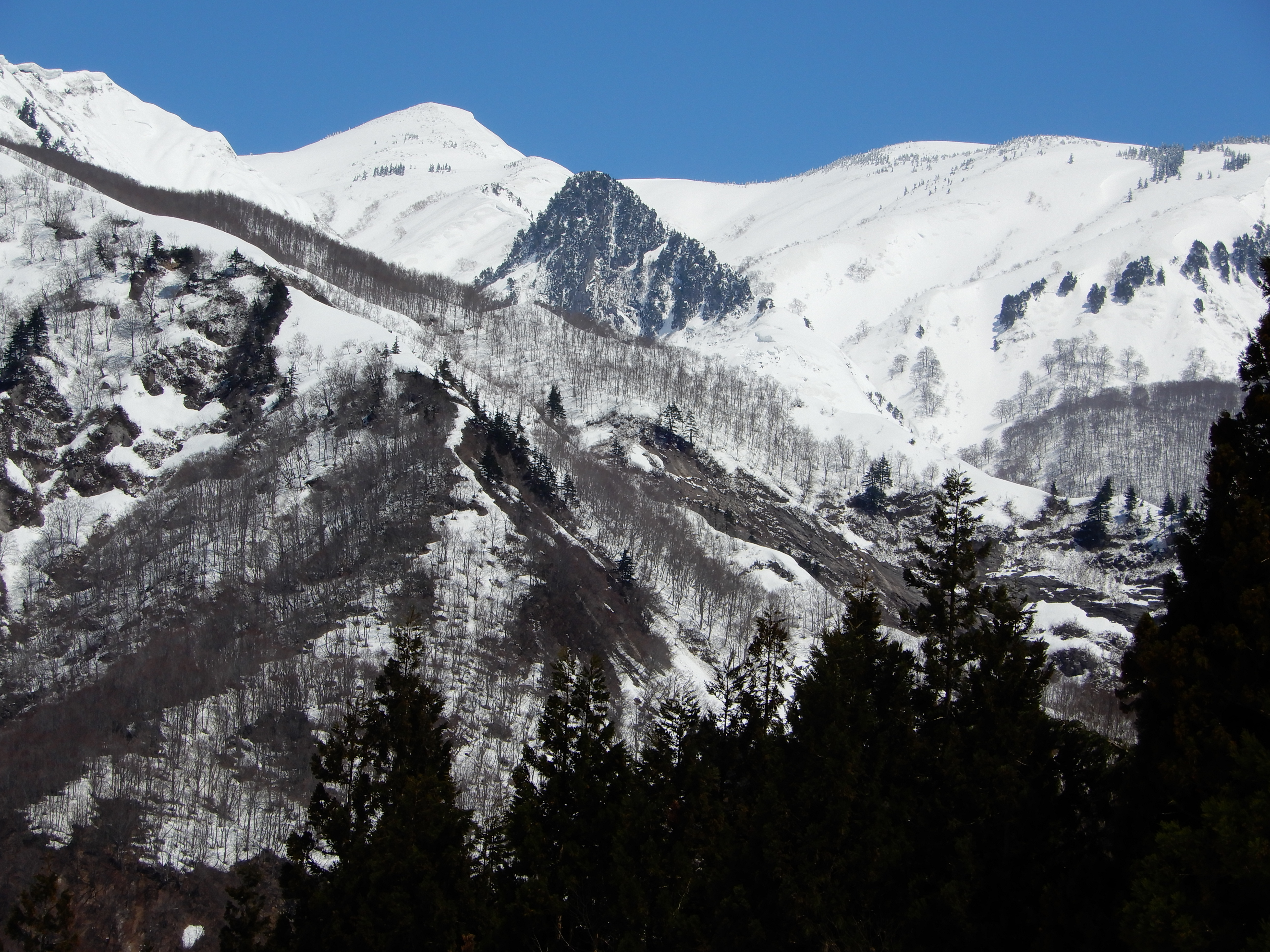
西谷後より、割引岳・天狗岩（2019.04.13）

桜坂駐車場（三合目）より、割引沢～天狗尾根まで約3時間。天狗岩に最も近づけるルートである。平成23年7月福島新潟豪雨被害のため、下山コースは、禁止。

## 周辺の山々
- 割引岳・巻機山・威守松山・米子頭山
- 高平ノ頭・ロクロノ頭・無黒山

## 河川
- 二子沢川
- 登川

## アクセス
- 車:関越自動車道塩沢石打インターチェンジより、新潟県道28号塩沢大和線・国道291号で桜坂駐車場まで、車で約30分。タクシーでは上越線六日町駅から約25分。
- バス:南越後観光バスで六日町駅から沢口・清水行（1日3本）で、約30分。清水停留所より登山口（桜坂）まで徒歩で約50分。